# لحام فوق صوتي

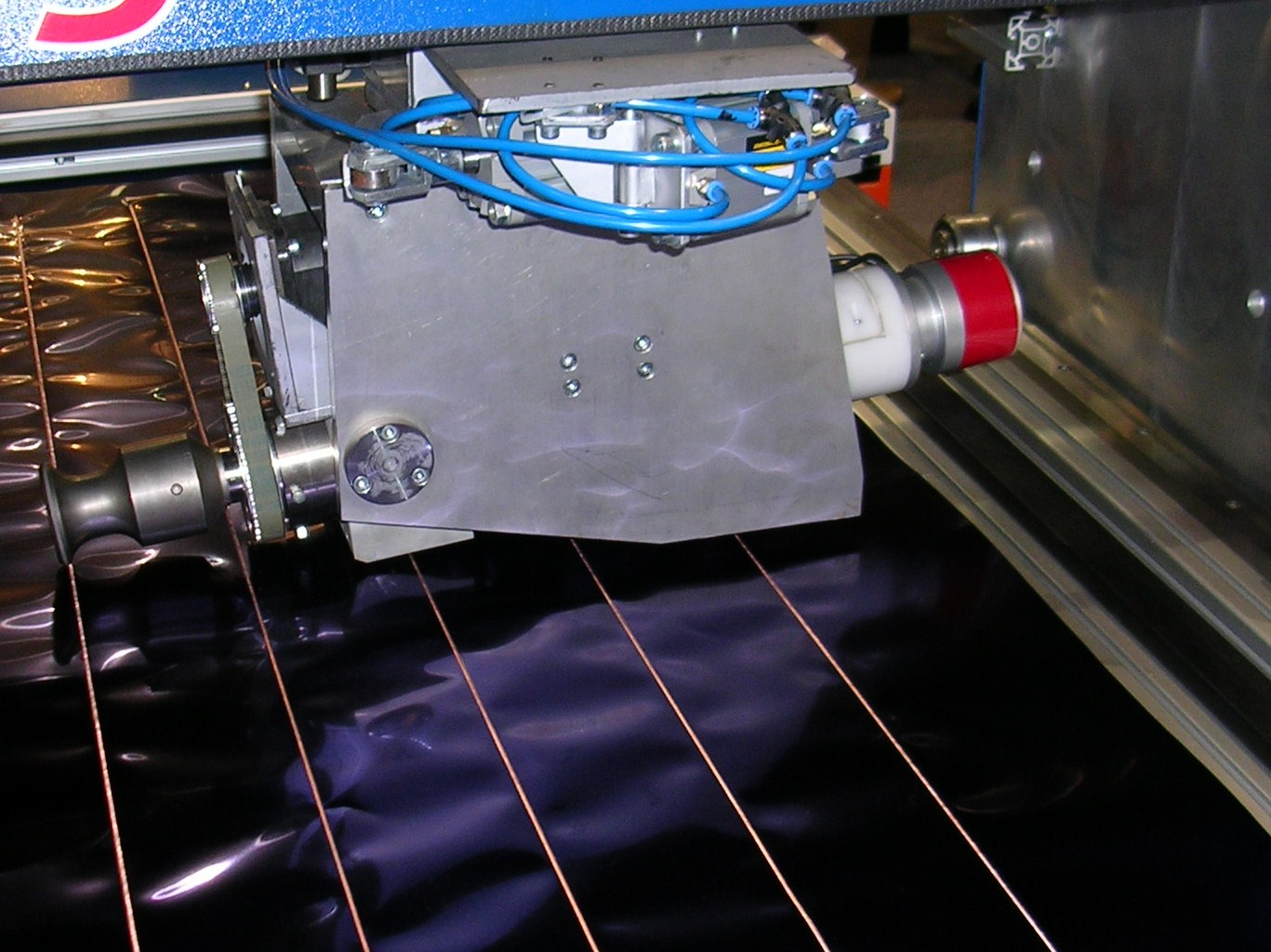
لحام فوق صوتي لرقائق معدنية

اللحام فوق الصوتي  هو عملية صناعية تطبق فيها اهتزازات صوتية مرتفعة التردد في مجال الأمواج فوق الصوتية بشكل موضعي على قطع منضغطة على بعضها مما يؤدي إلى التحامها. ما يميز هذه الطريقة هو عدم الحاجة إلى استخدام مواد إضافية لإجراء عملية اللحام؛ وهي يمكن أن تطبق على اللدائن وعلى المعادن، وعند استخدامها على المعادن تبقى درجة الحرارة أثناء عملية دون نقطة انصهار المعادن الشائعة.
اكتشفت هذه العملية سنة 1965 وسجلت براءة اختراع لها.